# Listă de sculptori germani
Aceasta este o listă de sculptori germani.

## A
- Horst Antes (1936 - )
- Hans Arp (1886 - 1966)
- Cosmas Damian Asam
- Egid Quirin Asam

## B
- Ernst Barlach (1870 - 1938)
- Rudolf Belling (1886 - 1972)
- Claus Berg (1470 - 1532)
- Joseph Beuys (1921 - 1986)
- Karl Blossfeldt (1865 - 1932)
- Dieter Borst (1950)
- Arno Breker (1900 - 1991) [1]
- Franz Anton Bustelli (1723 - 1763)

## C
- Alexander Calandrelli (1834 - 1902)
- Fritz Cremer (1906 - 1993)

## D
- Johann Heinrich von Dannecker (1758 - 1841)
- Johann Georg Dirr (1723 - 1779)

## E
- Franz Eberhard (1767 - 1836)
- Benno Elkan (1877 - 1960)
- Gregor Erhart (1470 - 1540)
- Michel Erhart (1440/45 - 1522)

## F
- Jakob Wilhelm Fehrle (1884 - 1974)
- Johann Michael Feuchtmayer (1709 - 1772)
- Joseph Anton Feuchtmayer (1696 - 1770)
- Peter Flötner (1490 - 1546)
- Günther Förg (1952 - 2013)
- Wieland Förster (1930 - )
- Peter Fuchs (1829 - 1889)

## G
- August Gaul (1869 - 1922)
- Nikolaus Geiger (1849 - 1897)
- Nikolaus Gerhaert (1420 - 1473)
- Ludwig Gies (1887 - 1966)
- Erasmus Grasser (1450 - 1515)

## H
- Niclas von Hagenau (1445/60 - 1538)
- Otto Herbert Hajek (1927 - 2005)
- Karl Hartung (1908 - 1967)
- Loy Hering (1485 - 1554)
- Ernst Herter (1846 - 1917)

## K
- Johann Joachim Kändler (1706 - 1775)
- Peter Robert Keil (1942 - )
- Anselm Kiefer (1945 - )
- Max Klinger (1857 - 1920)
- Richard Knecht (1887 - 1966)
- Gustav Adolf Knittel (1852-1909)
- Georg Kolbe (1877 - 1947)
- Käthe Kollwitz (1867 - 1945)
- Adam Kraft (1460 - 1509)
- Norbert Kricke (1922 - 1984)

## L
- Wolfgang Laib (1950 - )
- Hugo Lederer (1871 - 1940)
- Wilhelm Lehmbruck (1881 - 1919)
- Alfred Lörcher (1875 - 1962)

## M
- Harro Magnussen (1861 - 1908)
- Ewald Mataré (1887 - 1965)
- Conrad Meit (1480 - 1550)

## N
- Johann August Nahl (1710 - 1781)
- Bernt Notke (1435 - 1509)

## P
- Otto Pankok (1893 - 1966)
- Peter Parler (1330 - 1399)
- Balthasar Permoser (1651 - 1732)

## R
- Christian Daniel Rauch (1777 - 1857)
- Tilman Riemenschneider (1460 - 1531)
- Ernst Friedrich August Rietschel (1804 - 1861)
- Emy Roeder (1890 - 1971)

## S
- Johann Gottfried Schadow (1764 - 1850)
- Oskar Schlemmer (1888 - 1943)
- Andreas Schlüter (1664 - 1714)
- Renée Sintenis (1888 - 1965)
- Veit Stoss (1450 - 1533)
- Johann Baptist Straub (1704 - 1784)
- Josef Straub (1712 - 1756)

## T
- Josef Thorak (1889 - 1952)

## U
- Hans Uhlmann (1900 - 1975)
- Jacob Ungerer (1840 - 1920)

## V
- Peter Vischer starejši (1460 - 1529)

## W
- Johann Peter Alexander Wagner (1730 - 1809)
- Clara Westhoff (1878 - 1954)
- Gustav H. Wolff (1886 - 1934)